# Gauaschach
Gauaschach ist ein Gemeindeteil der Stadt Hammelburg im unterfränkischen Landkreis Bad Kissingen in Bayern.

## Geographische Lage
Das Kirchdorf Gauaschach liegt südlich von Hammelburg. Die Kreisstraße KG 40, Durchfahrtsstraße des Ortes, mündet nach Westen hin in die Staatsstraße 2294, die nordwärts am Lager Hammelburg vorbeiführend nach Hammelburg und südwärts nach Büchold führt. Nach Osten hin führt die KG 40 nach Neubessingen.

## Geschichte
Die erste bekannte Erwähnung des Ortes stammt aus dem Jahr 791. Ursprünglich war Gauaschach ein umfriedetes Bauerndorf. Von 1786 bis 1789 entstand die heutige St.-Sebastian-Kirche des Ortes. Im Rahmen der Gemeindegebietsreform wurde Gauaschach am 1. Mai 1978 ein Stadtteil von Hammelburg.